# Lena Kåreland
Lena Kåreland, egentligen Helena Kristina Alsin, född 7 maj 1940 i Borås, är en svensk barnboksforskare, författare och översättare. Hon är professor emerita vid litteraturvetenskapliga institutionen och institutionen för didaktik vid Uppsala universitet.
Hon är inriktad på litteratursociologisk forskning, främst inom barnlitteratur, samt deltar i utgivningen av en svensk barnlitteraturhistoria.

## Biografi
Kåreland, som är dotter till kassören Tore Alsin och Mia Eliasson, var mellan 1965 och 1986 gift med barn- och ungdomspsykiatrikern Hans Kåreland. Hon blev filosofie magister 1965 och arbetade som förlagsredaktör 1964–1968. Kårelands fackboksförfattande inleddes 1977 med Gurli Linders barnbokskritik: Med en inledning om den svenska barnbokskritikens framväxt, som var hennes doktorsavhandling i litteraturvetenskap. Den var en av de tidigaste avhandlingarna om barnlitteratur i Sverige och blev en byggsten i kartläggningen av den svenska barnbokens historia. Under årens lopp har hon skrivit närmare ett 20-tal böcker, oftast med barn- och ungdomslitteratur som tema. Detta innefattar studier av Lennart Hellsing (2002), Tove Jansson (1994) och Astrid Lindgren. Andra som ägnats böcker är Eva von Zweigbergk, Mollie Faustman (2013) och George Sand (2014). Senare har hon återkommit till Hellsing vid ett par tillfällen. 
Som litteraturforskare har hon intresserat sig för bilderböcker, ungdomslitteratur och samspelet mellan barn- och vuxenlitteraturen. På det sistnämnda fältet har hon haft fokus på den svenska 1940-talsmodernismen, men även på 1960- och 1970-talen. På senare år har genusperspektivet i skolans skönlitteratur ägnats flera studier liksom den roll  skönlitteraturen har i den nya lärarutbildningen.
Från 1978 och till mitten av 1980-talet var Kåreland informationssekreterare på Svenska barnboksinstitutet. Hon fungerade också som redaktör för Barnboken – tidskrift för barnlitteraturforskning. 2009 blev hon medlem av redaktionsrådet för projektet ”Den svenska barn- och ungdomslitteraturens historia”, samordnat av Svenska barnboksinstitutet och lett av Boel Westin. Projektet syftar till att ge ut ett översiktsverk över den svenska barn- och ungdomslitteraturen, med en historisk översikt från cirka 1300 till 2010. Sverige har till skillnad mot de andra nordiska länderna inte haft något standardverk på området. Det planerades slutföras 2020, men viss försening orsakades av coronaviruspandemin 2019–2021. 
Kåreland har i många år tjänstgjort som professor i svenska med inriktning mot didaktik och litteraturvetenskaplig ämnesteori på Uppsala universitet. 2015 blev hon ledamot i juryn för Litteraturpriset till Astrid Lindgrens minne.
Hon skriver återkommande understreckare om främst fransk litteratur och kultur för Svenska Dagbladet, där hon även recenserar barnböcker. Hon verkar även som översättare från engelska och franska.

## Priser och utmärkelser
- 1998 – Gulliverpriset[10]
- 2011 – Belönad av Svenska Akademien[15]
- 2013 – Karin Westman Bergstipendiet[10]
- 2015 – Lotten von Kræmers pris[16]